# Владислав Тительбах
Владислав Тительбах (серб. Владислав Тителбах; 21 червня 1847,   Ленешице , що за 57 км. на північний захід  від Праги, Чехія  – 6 лютого 1925, Белград, Сербія) — сербський живописець, ілюстратор та етнограф чеського походження. Батько архітектора Стояна Тительбаха.

## Біографія
Народився 9 (21) червня 1847 року в чеській Ленешице в родині торговця. Середню школу закінчив у Празі. Вищу освіту здобув у Празькій політехнічній школі, де вивчав дизайн архітектури. Паралельно з навчанням у Празькій політехніці відвідував художню школу. 
Після завершення навчання Тительбах мав намір переїхати до Росії, але його старший брат, котрий працював бухгалтером у Новому Саду, запросив його до Воєводини. Тут В. Тительбах почав працювати службовцем. Згодом він познайомився зі своєю майбутньою дружиною Катіцею Васічевою, у шлюбі з якою народилися дочка Дарина і син Стоян (в 1877). Тительбах прийняв православ'я і залишився жити в Сербії. Від 1871 до 1874 р. викладав математику і нарисну геометрію в реальній гімназії в Новому Саду. 
1875 року переїхав з родиною до Белграда.  